# Палата Шарлотенбург
Шарлотенбург (Schloss Charlottenburg) је барокна палата у Берлину, која се налази у Шарлотенбургу, округу у општини Шарлотенбург-Вилмерсдорф.
Палата је подигнута крајем 17. века, а током 18. века је проширена. Укључује много унутрашњих декорација у барокном и рококо стиловима. Иза палате је додат велики формални врт окружен шумом, укључујући видиковац, маузолеј, позориште и павиљон. Током Другог светског рата била је тешко оштећена, али је након рата реконструисана. Палата садржи вртове, и са њима је постала главна туристичка атракција.

## Историја

### Палата
Оригиналну палату наручила је Софија Шарлот, супруга Фридриха I. Под називом Lietzenburg, палату је дизајнирао Јохан Арнолд Неринг у барокном стилу. Састојао се од једног крила и било је узидано 2 1⁄2 спрата са централном куполом. Фасада је била украшена коринтским пиластрима . На врху је био венац на којем су биле статуе. Неринг је умро током изградње палате, а посао су завршили Мартин Гринберг и Андреас Шлутер. Инаугурација палате је прослављена 11. јула 1699. године, на Фридриков 42. рођендан.
Фридрих је крунисан у Пруској 1701. године. Две године раније, именовао је Јохана Фридриха фон Еосандера за краљевског архитекту и послао га да проучава архитектонски развој у Италији и Француској, посебно у Версајској палати . По повратку 1702. године, Еосандер је почео да проширује палату, почевши од два бочна крила да би затворио велико двориште, а главна палата је проширена са обе стране. Софија Шарлот је умрла 1705, а Фридрих је палати и њеном имању дао име Шарлотенбург у њено сећање. У наредним годинама, на западној страни палате је подигнута Оранжерија, а централни простор је проширен великом куполастом кулом и већим предворјем. На врху куполе је лопатица у облику позлаћене статуе која представља Фортуну коју је дизајнирао Андреас Хеидт.
Фреске у Порцеланској соби биле су очигледна пропаганда за славну владавину Фридриха I. Оне представљају Аурору, богињу зоре, у својој кочији са седам коња која прогони Ноћ и крчи пут богу Сунца Аполону, који се приближава у својој кола у бљеску светлости. Лебдећи изнад главе, Меркур најављује долазак бога који даје живот, а Сатурн својим косом уводи Златно доба. Кокси је такође укључио слике Четири континента као и Четири годишња доба, које су познате алузије на политичку моћ и на тај начин потврђују величину Фридриха I.
Унутар палате налазила се соба описана као „осмо светско чудо“, Ћилибарска соба (Bernsteinzimmer), соба чији су зидови обложени украсним ћилибаром. Фридрих Вилхелм I поклонио је Ћилибарску собу цару Петру Великом 1716.
Када је Фридрих I умро 1713. године, наследио га је његов син Фридрих Вилхелм I чији су планови изградње били мање амбициозни. Изградња је настављена након што је његов син Фридрих II дошао на престо 1740. Током те године завршене су штале за његов пук личне гарде јужно од крила Оранжерије и започети радови на источном крилу. Изградњу новог крила надгледао је Георг Венцеслав фон Кнобелсдорф. Приземље је било намењено Фредериковој супрузи Елизабет Кристин, која је, међутим, више волела палату Шенхаузен, била само повремени посетилац. Посебно сјајну декорацију горњег спрата, који је укључивао Белу салу, Салу за банкете, Трону и Златну галерију, дизајнирао је углавном Јохан Август Нал. Године 1747. у удаљеном источном делу крила припремљен је други стан за краља. За то време, Сансуци се градио у Потсдаму, а када је ово завршено, Фредерик је био само повремени посетилац Шарлотенбурга.
Године 1786. Фридриха је наследио његов нећак Фридрих Вилхелм II, који је пет соба у приземљу источног крила преуредио у своје летње одаје и део горњег спрата у Зимске одаје. Његов син, Фридрих Вилхелм III, дошао је на престо 1797. године и владао је са супругом, краљицом Луизом, 43 године. Године 1804, након пораза Пруске код Јене-Ауерстедта, Наполеон је умарширао у Берлин и настанио се у палати. Њихов најстарији син, Фридрих Вилхелм IV, који је владао од 1840. до 1861. године, живео је на горњем спрату централне зграде палате. Након што је Фридрих Вилхелм ИВ умро, једини други краљевски становник палате био је Фридрих III, који је владао 99 дана 1888.
Палата је тешко оштећена 1943. године током Другог светског рата. Године 1951. Берлинска Палата у источном Берлину је срушена и, пошто је оштећење Шарлотенбурга било бар исто толико озбиљно, страховало се да ће и он бити срушен. Међутим, након напора Маргарете Кухн, директорке Државних палата и вртова, обновљена је у првобитно стање. Од 2004. до почетка 2006. године, палата Шарлотенбург је била седиште председника Немачке, док је дворац Белвју био реновиран.

### Вртови
Башту је 1697. године дизајнирао Симеон Годеау, на кога је утицао Андре Ле Нотре. Годеауов дизајн се састојао од геометријских шара, са авенијама и јарцима, који су одвајали башту од природног окружења. Иза формалних вртова налазило се Шаранско језеро. Крајем 18. века, мање формални, природнији дизајн баште постао је модеран. Године 1787, краљевски баштован Георг Штајнер редизајнирао је врт у стилу енглеског пејзажа. После Другог светског рата центар баште је враћен у претходни барокни стил.

### Сахрањивање
- Лујза од Мекленбург-Стрелица
- Фридрих Виљем III од Пруске
- Срце Фридриха Вилијама IV Пруског
- Пруски принц Алберт (1809–1872)
- Агуста, принцеза од Лигница
- Вилхелм I, немачки цар
- Аугуста од Сакс-Вајмара

## Данас
Палата и терен су главна атракција за посетиоце.
- Уз доплату, делови унутрашњости палате су отворени за посетиоце, укључујући Стари двор и Ново крило. Стари двор садржи много соба са барокном декорацијом, а укључује и просторију под називом Порцелански кабинет, у којој се налазе хиљаде порцеланских предмета. Посебно су изложени крунски драгуљи и краљевско сребро и посуђе од финог порцелана. Ново крило укључује раскошне рококо државне станове Фридриха Великог и скромније Зимске одаје Фридриха Вилхелма II. Формалне и неформалне баште су слободно отворене за јавност.
- Маузолеј, Белведере и Неуе павиљон су отворени за посетиоце уз доплату.[10] Маузолеј садржи гробове и споменике члановима породице Хоенцолерн. Споменик краљици Луизи укључује њену лежећу слику, која је направљена од карарског мермера и коју је дизајнирао Кристијан Данијел Раух .
- Такође су отворени за јавност и Белведере, који садржи колекцију берлинског порцелана,[11] и Неуе павиљон у коме се налази збирка уметничких и занатских радова из периода када је Шинкел био активан.
- У некадашњој оранжерији налазе се ресторан и кафић.[10] Порушена током Другог светског рата, Велика оранжерија је реконструисана по узору на барокну грађевину. Данас поново сија у свом старом сјају. Светло преплављена фестивалска сала пружа пријатан оквир за културне догађаје, концерте и банкете.
- Поред тога, велика коњичка статуа Великог изборног кнеза Фридриха Вилхелма је фокус дворишта палате. Ово је дизајнирао Андреас Сцхлутер и направљен између 1696. и 1700. године. Од 1703. стајао је прво на Дугом мосту, а касније на истом месту на Изборном мосту (данас Ратхаусбруцке ), али је премештен на сигурно место у Другом светском рату. По повратку после рата, баржа која га је носила потонула је и спашена је тек 1949. године. На данашњем месту подигнута је 1952. године.[12] Преко пута палате налазе се још два музеја, Брохан музеј, који садржи арт ноувеау и арт децо чланке, и Берггруен музеј, који чува модерну уметност, посебно дела Пикаса и Клеа . <ref name="time" /